# 은미희
은미희(Mihee Eun, 殷美姬, 1960년 9월 20일 ~ )는 대한민국의 소설가, 작가, 언론인, 교육인이다. 전라남도 목포에서 태어나 3살때 광주로 이사한 후 줄곳 그곳에서 성장하였다. 광주문화방송 성우를 거쳐, 《전남매일》에서 기자 생활을 하던중 자신이 진정으로 원하는 것은 글을 쓰는 것임을 깨닫게 되는 계기가 된다. 1996년 단편《누에는 고치 속에서 무슨 꿈을 꾸는가》로 《전남일보》 신춘문예에 당선되었고, 1999년 단편 《다시 나는 새》로 《문화일보》 신춘문예에 당선되면서 소설가로서 활동을 시작했다.
지방의 한 허름한 여인숙을 배경으로 고단하고 신산한 하루하루를 살아가는 부평초들의 삶을 그린 장편소설《비둘기집사람들》로 2001년 삼성문학상을 수상했다.
사회적으로 인정받지 못하는, 금기시되는 근친 간의 사랑과, 동성 간의 사랑 등을 중심으로 인생과 사랑의 어두운 그늘을 다룬《소수의 사랑》은 지난한 생의 그림자에 대한 고유의 진지한 성찰력을 보여 준다는 평을 받았다.
성실한 취재를 바탕으로 현대판 남사당패라 할 만한 떠돌이 엿장수 공연단의 애환을 그려 낸《바람의 노래》를 발표했을 때는 인물의 성격을 드러내는 날카로운 솜씨로 언론의 시선을 모았다. 그녀의 여러 단편들을 모아 엮은 첫 단편소설집《만두 빚는 여자》는 쓸쓸한 일상을 붙잡고 삶을 이어 가는 다양한 인간 군상의 모습을 통해 삶의 숭고함을 토로해 냈다는 호평을 받았다.
그외의 작품으로는 장편소설《18세, 첫경험》, 《바람남자 나무여자》등이 있으며, 청소년평전으로《조선의 천재 화가 장승업》, 《창조와 파괴의 여신 카미유 클로델》등이 있다.

## 생애

### 유년기 및 청소년기
은미희는 아버지 고 은세련 화백과 어머니 김금향씨 사이에서 1남 4녀중 넷째로 전남 목포에서 태어났다. 부친 고 은세련 화백은 고등학교 미술교사로 있으면서 개인전 3회와 황토회 회원으로 그룹전에도 참가한 이력이 있다. 은미희는 부친의 영향으로 초등학교때부터 그림에 재능을 드러내며 초등학교와 중학교때 각종 미술대회에 나가 상을 받았다. 하지만 부친의 반대로 고등학교에 진학하여서는 그림에 대한 꿈을 접고 전국 백일장대회에 참가해 상을 받기도 하면서 본격적으로 그림대신 글쓰는것에 꿈을 꾸기 시작한다.
1979년 고등학교를 졸업하고, 2년제 전문대학인 서강정보대학에 입학하지만 집안형편상 휴학을 한다. 당시 큰언니가 대학원에 다니고, 작은 언니가 미술대학에 다니면서 은미희는 학교엘 다닐 형편이 되지 않았다. 그후 1980년 다시 재수를 시작하지만 그해 5월, 5.18민주항쟁을 목도하면서 내면의 심각한 공황상태를 겪는다. 피끓는 이십대에 만나는 수많은 무고한 민중들의 죽음과 권력에 의해 자행된 폭력은 은미희의 인생자체를 허무하게 바라보는 시각을 형성하게 했다.

### 사회생활 및 등단시기
1982년 방송통신대학 진학과 이듬해 광주문화방송 성우로서의 직업...하지만 그 어느것도 그녀에게 완전한 만족을 주지 못했고 1990년, 결국엔 모든 일을 접고 본격적으로 소설쓰기에 매달리게 된다. 은미희의 서른 살, 새롭게 인생을 시작하기로 결심한 그녀는 6년간의 습작기간을 거쳐 1996년 단편《누에는 고치 속에서 무슨 꿈을 꾸는가》로 전남일보 신춘문예 당선되었고, 1999년에는 단편 《다시 나는 새》로 문화일보 신춘문예 당선되여 소설가의 길에 들어선다. 하지만 2000년 겨울, 4개의 상패를 폐기하며 다음과 같은 말을 남겼다.
상패는 작가로서의 탄생을 인정해 주는 기념품에 불과 합니다. 주제넘은 얘기지만 문학예술을 점수로 환산 한다는 그 자체가 몹시 싫습니다. 작가는 끝없는 상상력과 체험을 통해 독자들과 공감할 수 있는 이야기를 건져내야 합니다. 고여있는 물은 썩기 쉽듯 작가들의 정신도 어느 일정한 테두리 안에 갇혀 있어서는 안됩니다. 상패를 볼때마다 ‘등단 작가’라는 의식이 머리속에 남아 자칫 나태해질 수도 있겠더라구요. 그래서 등단 전의 초심을 갖기 위해 상패를 모조리 버렸죠.

은미희의 등단은 같이 습작하던 동인들에 비해 늦은 편이었다. 큰언니는 교직에 근무하고 작은언니는 미술 학원을 운영하며 나름 기반을 잡아가는 시기였으나 하나 밖에 없는 오빠는 반복되는 사업의 실패로 가족들에게는 매우 힘든 시기였다고 술회한다. 하지만, 그녀가 목격했던 5.18 민주항쟁과, 형제들에게 양보되었던 교육의 혜택, 그리고 경제적인 곤궁은 오히려 작가 은미희의 글과 삶에 자양분이 되었다고 그녀는 회고한다.
소설가로서 활동을 하면서 마치지 못한 공부를 하기 위해 1999년 광주대학교에 들어가게 되고, 2010년에는 광주대학교 대학원 석사과정을 시작하여 2013년 석사학위를 취득하였고 2016학년도 동신대학교 학국어교원학과 박사과정에 진학하여 현재 학업에 정진하며 생오지 문예창작대학에서 소설 창작과 동신대학교 방송연예학과에서 희곡시나리오 창작 등을 가르치며 후학양성과 작품활동을 이어오고 있다.
2021년 영문판 Flutter, Flutter, Butterfly의 한글판 나비,날다를 출간하였다. 부산, 광주, 천안등에서 북콘서트를 진행하였다. 

## 학력
- 1973년 광주동산초등학교 졸업
- 1976년 광주동명여자중학교 졸업
- 1979년 광주동신여자고등학교 졸업
- 1979년 광주 서강정보대학교(현 서영대학교) 휴학
- 1983년 방송통신대학 휴학
- 2003년 광주대학교 문예창작과 학사 졸업
- 2013년 광주대학교 대학원 문예창작과 석사 졸업
- 2016년 동신대학교 대학원 한국어교원학과 박사 과정

## 작품
- 1996년 단편소설 《누에는 고치 속에서 무슨 꿈을 꾸는가》《전남일보》신춘문예 당선[3]
- 1999년 단편소설 《다시 나는 새》《문화일보》 신춘문예 당선[4]
- 2001년 장편소설 《비둘기집 사람들》(문학사상사)[5]
- 2002년 장편소설 《소수의 사랑》(문이당)[6]
- 2005년 장편소설 《바람의 노래》(문이당)[7]
- 2005년 평전《조선의 천재화가 장승업》(자음과모음)[8]
- 2006년 단편소설집《만두 빚는 여자》(이룸)[9]
- 2006년 공저《새참》(북스토리)[10]
- 2006년 장편소설 《18세, 첫경험》(이룸)[11]
- 2006년 단편소설 《나를 잃다》(문장 웹진 2007년 1월호)[12]
- 2007년 장편소설 《바람남자 나무여자》(랜덤하우스코리아)[13]
- 2007년 평전 《창조와 파괴의 여신 카미유 클로델》(이룸)[14]
- 2008년 단편소설 《푸른 곰팡이가 있는 풍경》(문학마당 내일을 여는 작가 52호, 겨울호)
- 2008년 공저《2와 2분의 1》(문학의문학)[15]
- 2008년 그림동화 《인당수에 빠진 심청》(생각의나무)[16]
- 2009년 장편소설 《나비야 나비야》(문학의문학)[17]
- 2010년 그림동화 《내 친구 나비를 소개합니다》(태동출판사)[18]
- 2010년 공저《가족, 당신이 고맙습니다》(중앙북스)[19]
- 2010년 공저《수업: 추억을 잃어버린 모든 이에게 우리시대 대표 문인들이 전하는 특별한 수업 이야기》(황소북스)[20]
- 2011년 장편소설 《18세, 첫경험》(중국어판)[21]
- 2011년 장편소설 《흑치마 사다코(배정자)》(이룸)[22]
- 2012년 공저《이브들의 아찔한 수다》(문학사상사)[23]
- 2012년 평전《인류의 빛 교황 요한 바오로 2세》(자음과 모음)[24]
- 2016년 장편소설《뿔없는 염소》(eBook21)[25]
- 2016년 장편소설《활착》(eBook21)[26]
- 2016년 장편소설《술래잡기》(eBook21)[27]
- 2016년 장편소설《그 여자의 우화》(eBook21)[28]
- 2016년 장편소설《야행》(eBook21)[29]
- 2017년 장편소설《Flutter, Flutter, Butterfly》(DORRANCE)[30]
- 2021년 장편소설 나비,날다 한글판 출간 (영문판 Flutter, Flutter, Butterfly의 revised Book )

## 방송
- 내래이션: 《SBS5.18 28주년 특집 2부작》 - <인연 - 80518>(2008년 5월 18일)[31],[32],[33],[34]
- 게스트: SBS 《현장리포트 사람세상 230회》 - <노란장미의 광주일기> (2005년 5월 18일)[35]
- Host: Park JongSam Production – <1. How I Started Writing “Flutter Flutter Butterfly”> (Oct 1, 2016)[36]
- Host: Park JongSam Production – <2. The Recurrent Questions I Had Writing the Book> (Sep 30, 2016)[37]
- Host: Park JongSam Production – <3. The Main Contents and Plot of the Book> (Sep 30, 2016)[38]
- Host: Park JongSam Production – <4. The Lives of the Victimized Women: After the Lives as “Comfort Women”> (Sep 30, 2016)[39]
- Host: Park JongSam Production – <5. The Things We Have to Keep on Dreaming About”> (Sep 30, 2016)[40]

## 수필 연재
- 은미희의 동행(2017년~ ), 세계일보 고정 수필 컬럼 연재[41]
- 마음의 창(2016년~ ), 건설경제신문 고정 수필 컬럼 연재[42]
- 살며 생각하며(2015년1월2일~ 2015년6월26일), 문화일보 고정 수필 컬럼 연재[43]
- 푸른광장(2006년6월30일~ 2012년6월7일), 문화일보 고정 수필 컬럼 연재[44]
- 은미희의 마실(2009년~ 2011년), 국민일보 고정 수필 컬럼 연재
- 프런트 에세이, 레이디경향 2009년 6월호[45]
- 고정컬럼, 전남일보 고정 수필 컬럼 연재
- 은미희의 광주산책, 광주시보 고정 수필 컬럼 연재

## 상훈
- 1995년 - 한국여성문학상
- 1996년 - 광남문학상[46]
- 2001년 - 삼성문학상[47]
- Edurank(세계대학랭크) 선정, 2024 가장 주목할만한 광주대 동문 4위[48]

## 가족
- 부 : 고 은세련(1927~1996) 화백
- 모 : 김금향 (1932~)
- 오빠 : 은주표 사업
- 큰언니 : 은진희 고교교사 (최한용 조선대교수)
- 작은언니 : 은선희 (정남구 KT과장)
- 여동생 : 은미란 (홍진수 안과의)